# Otto Lehmann (Widerstandskämpfer)
Otto Lehmann (* 19. August 1900 in Magdeburg; † 9. Mai 1936 ebenda) war ein deutscher Kommunist und Widerstandskämpfer gegen den Nationalsozialismus.

## Leben
Lehmann wurde als Sohn von August Otto Lehmann geboren. Nach dem Schulbesuch wurde er Bauarbeiter und trat 1925 der KPD bei. Er heiratete 1925 Gertrud Köhler, die später ebenfalls als Widerstandskämpferin bekannt wurde. Aus der Ehe gingen drei Kinder hervor. Gemeinsam mit seiner Frau war Lehmann vor allem in der KPD-Ortsgruppe des Magdeburger Stadtteils Buckau tätig.
Nach der „Machtergreifung“ der Nationalsozialisten engagierte sich Lehmann in der Illegalität und gehörte der Leitung der Magdeburger KPD an, wo er auch mit Walter Kaßner zusammenarbeitete. Er verteilte Flugblätter und organisierte geheime Treffen sowie die Unterstützung der Familien Inhaftierter. Mitglieder der SA überfielen seine Wohnung. Nach einer Aktion zur Verteilung von Flugblättern wurde er im Mai 1935 verhaftet, kam jedoch nach einigen Wochen wieder frei. Er engagierte sich weiter und wurde 1936 wiederum verhaftet. Es folgte eine Anklage wegen Hochverrats. Während der Verhöre war er schwer gefoltert und misshandelt worden. Er starb an den Folgen der erlittenen Verletzungen.
Die Beisetzung erfolgte auf dem Buckauer Friedhof. Anneliese Lehmann, die am 9. Juni 1926 geborene Tochter Lehmanns, wurde ebenfalls ein Opfer der nationalsozialistischen Gewaltherrschaft. Nachdem beide Eltern 1936 verhaftet worden waren, wurden der an einer Schilddrüsenkrankheit leidenden, sonst jedoch gesunden Tochter notwendige Medikamente nicht mehr gegeben. Nachdem sie zur Beobachtung zunächst in das Krankenhaus Uchtspringe gebracht worden war, wurde sie später in die Landespflegeanstalt Grafeneck überstellt, wo sie in einer Gaskammer getötet wurde. Der Mutter wurde mitgeteilt, dass Anneliese am 16. September 1940 an den Folgen eines epileptischen Anfalls gestorben sei. Anneliese hatte nie an Epilepsie gelitten.

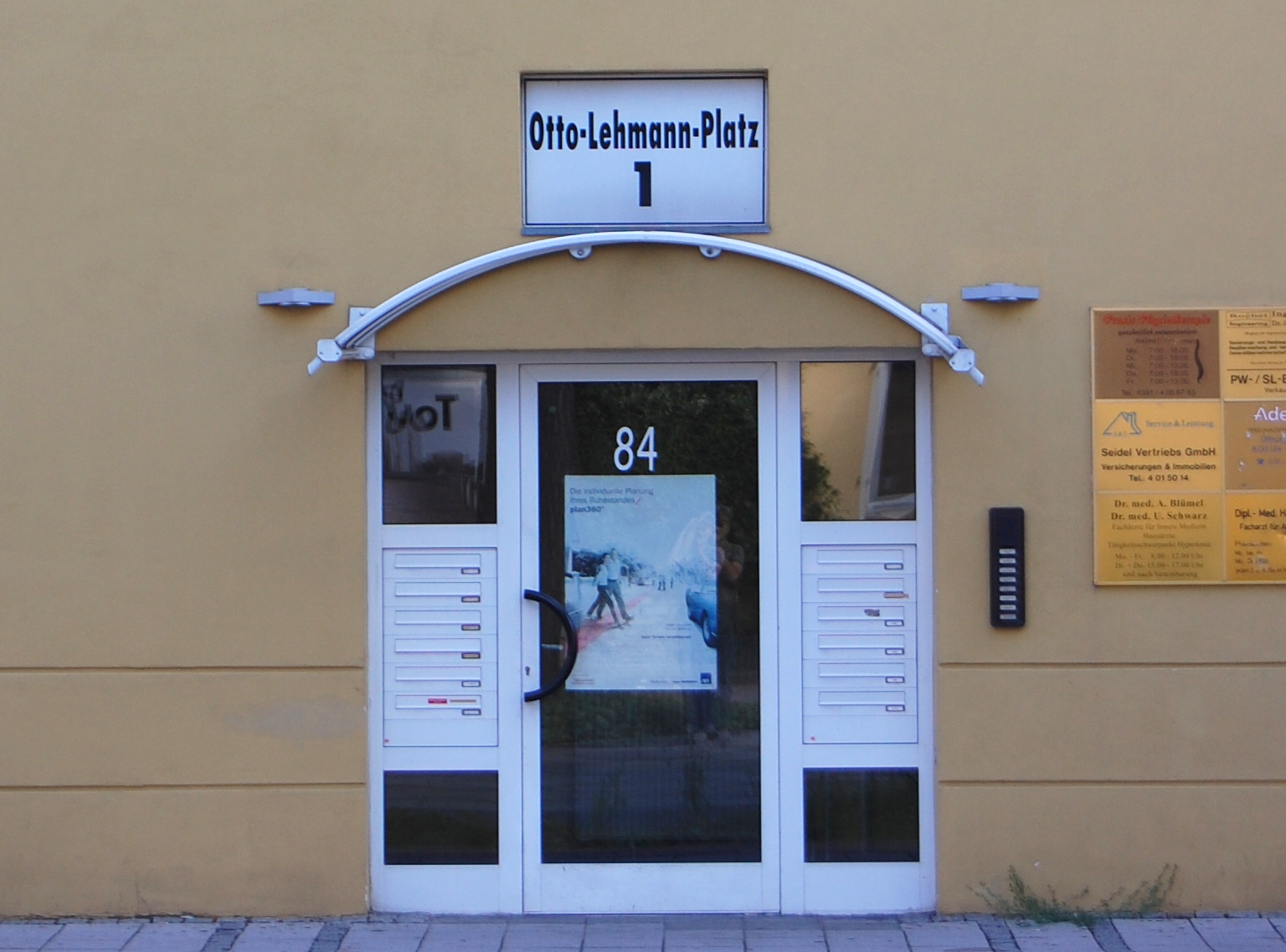
Haus Alt Fermersleben 84 mit der Aufschrift „Otto-Lehmann-Platz 1“

## Ehrungen
Die Stadt Magdeburg benannte in der Zeit der DDR eine Schule (POS Otto Lehmann) und einen Platz im Magdeburger Stadtteil Fermersleben nach ihm. Die Schule wurde später nur noch als Grundschule Fermersleben bezeichnet. Die Benennung des Platzes wurde aufgegeben. Er ist heute offiziell nicht mehr benannt, der Name hat sich jedoch im Volksmund und auch im Straßenbild erhalten. Der Name Otto Lehmanns und seiner Tochter Anneliese sind am Mahnmal für die Magdeburger Widerstandskämpfer verewigt.